# Sarah Kataike
Sarah Ndoboli Kataike là một chính trị gia người Uganda. Bà là Bộ trưởng hiện tại của Tam giác Luweero, trong Nội các của Uganda. Bà được bổ nhiệm vào vị trí đó vào ngày 25 tháng 7 năm 2013. Trước đó, từ ngày 15 tháng 8 năm 2012 đến ngày 25 tháng 7 năm 2013, Kataike giữ chức Bộ trưởng Bộ Y tế Nhà nước cho các Nhiệm vụ chung. Bà thay thế Richard Nduhura, người được bổ nhiệm làm Đại sứ của Uganda tại Liên Hợp Quốc. Kataike cũng là thành viên được bầu của Nghị viện về bầu cử phụ nữ của đảng Budaka, đại diện cho Phong trào Kháng chiến Quốc gia (NRM).

## Bối cảnh và giáo dục
Kataike sinh ra ở quận Budaka vào ngày 21 tháng 1 năm 1961. Bà có được kiến thức giáo dục sâu rộng trong lĩnh vực nông nghiệp. Năm 1980, ở tuổi 19, bà tốt nghiệp trường Cao đẳng Nông nghiệp Bukalasa với Chứng chỉ Nông nghiệp. Sau khi được đào tạo thêm, trường Bukalasa đã trao cho cô tấm bằng Nông nghiệp năm 1985. Năm 1989, Kataike tốt nghiệp tại một tổ chức giáo dục ở Cameroon với bằng Cao đẳng về Phát triển Tích hợp Nông thôn.
Năm 1996, Kataike được nhận vào Đại học Makerere, trường đại học công lập lâu đời nhất ở Uganda, để học ngành nông nghiệp. Bà tốt nghiệp năm 1999 với bằng Cử nhân Khoa học Nông nghiệp. Kataike tiếp tục học tại Makerere và năm 2003, được trao bằng Thạc sĩ Khoa học về Khuyến nông và Giáo dục. Sau đó, vào năm 2010, bà đã nhận được bằng sau đại học về phát triển tổ chức và quản lý của Học viện quản lý Uganda.

## Sự nghiệp
Sự nghiệp lâu dài của bà bắt đầu vào năm 1980, khi bà làm quản lý trang trại cho đến năm 1985. Từ năm 1990 đến năm 1992, cô là Điều phối viên Dự án của Dự án Rau địa phương ở Quận Budaka. Từ năm 1992 đến năm 1994, cô là Cán bộ Kỹ thuật tại Dự án Trồng nấm ở Quận Iganga.
Từ năm 1994 đến năm 2000, bà là Cán bộ Nông nghiệp huyện tại Quận Mukono. Từ năm 2002 đến năm 2004, bà là Giám đốc Quốc gia cho Dự án The Hunger. Từ năm 2004 đến năm 2006, bà là Giám đốc chương trình của hai tổ chức phi chính phủ riêng biệt, làm việc về giảm nghèo và xóa đói giảm nghèo ở Châu Phi. Vào năm 2007 và 2008, cô là Chủ tịch của Ủy ban Dịch vụ quận Budaka. Từ năm 2008 đến năm 2010, bà là Chuyên gia Tái hòa nhập của Ngân hàng Thế giới tại Ủy ban Ân xá của Uganda.
Năm 2011, Kataike tham gia chính trường với tư cách là ứng cử viên cho ghế nghị sĩ bầu cử nữ của quận Budaka. Bà tranh cử với tư cách đảng viên đảng chính trị Phong trào Kháng chiến Quốc gia (NRM) và giành chiến thắng. Sau đó, bà được bầu làm đại diện cho Uganda trong Quốc hội Liên minh châu Phi (PAP) có trụ sở tại Nam Phi. Tại PAP, Kataike được bầu làm Chủ tịch Hội Phụ nữ và do đó trở thành thành viên của Cafe, cơ quan điều hành của Nghị viện Liên châu Phi và hiện là đương nhiệm. Trong một cuộc cải tổ nội các vào ngày 15 tháng 8 năm 2012, Kataike được bổ nhiệm làm Bộ trưởng Bộ Y tế (Phụ trách chung) và từ đó phải từ chức tại Nghị viện Pan Phi khi bà trở thành một Giám đốc điều hành để phục vụ trực tiếp cho quốc gia của mình. Trong cuộc cải tổ nội các ngày 1 tháng 3 năm 2015, Kataike vẫn được giữ lại.